# Natalia Goncearova
Natalia Goncearova (născută Natalia Nikolaevna Goncearova; în rusă Наталья Николаевна Гончарова, cunoscută și ca Natalia Nikolaevna Pușkina-Lanskaia, în rusă Наталья Николаевна Пу́шкина-Ланска́я, după numele celor doi soți) (n. 27 august/8 septembrie 1812, Karian Estate⁠(d), Gubernia Tambov, Imperiul Rus – d. 26 noiembrie/8 decembrie 1863, Sankt Petersburg, Imperiul Rus), a fost soția poetului rus Aleksandr Pușkin din 1831 până la moartea acestuia în 1837, deces survenit în urma duelului cu cumnatul său, ofițerul francez Georges-Charles de Heeckeren d'Anthès⁠(fr)[traduceți]. Ea s-a recăsătorit în 1844 cu contele Piotr Petrovici Lanskoi, căsătoria durând până la moartea acesteia, în 1863.